# Râul Homorod, Mureș
Râul Homorod este un curs de apă, afluent al râului Mureș.  

## Hărți
- Harta județului Hunedoara
- Harta munților Apuseni